# I wojna domowa w Kongu
I wojna domowa w Kongu – konflikt zbrojny trwający od listopada 1996 do maja 1997 roku, w wyniku którego zostały obalone rządy dotychczasowego prezydenta Zairu Mobutu Sese Seko przez siły rebelianckie oraz wspierające je państwa: Ugandy i Rwandy. Przywódca rebeliantów Laurent-Désiré Kabila po zwycięstwie ogłosił się prezydentem oraz zmienił nazwę państwa na Demokratyczną Republikę Konga. W wyniku konfliktu ponad 200 tysięcy cywilów zostało zamordowanych.
Kabila nie wprowadził jednak w życie postulatów, które stały się przyczyną eskalacji konfliktu. Dodatkowo alienował swoich byłych sojuszników, co w ostateczności doprowadziło do wybuchu drugiej wojny.

## Przyczyny wojny

### Problemy polityczne
Mobutu Sésé Seko pochodzący z ludu Ngbandi, rządził państwem od roku 1965 ze wsparciem Stanów Zjednoczonych, które uważały ówczesnego prezydenta za przeciwnika systemu komunistycznego i takich organizacji jak: MPLA w Angoli, ZANU w Zimbabwe oraz ANC w Południowej Afryce. Jego rządy okazały się katastrofalne dla gospodarki kraju. W 1997 roku PKB Zairu było mniejsze o 65% od poziomu z 1960 roku. Wraz z końcem zimnej wojny, Stany Zjednoczone przestały popierać Mobutu, zwracając się w kierunku tak zwanych „liderów Afryki nowej generacji”, takich jak Paul Kagame w Rwandzie czy Yoweri Museveni w Ugandzie.
W latach 90. XX wieku Afrykę opanowała fala demokratyzacji. Pod jej wpływem Mobutu obiecywał reformy (m.in. zlikwidowanie jednopartyjnego systemu władzy wprowadzonego w 1967 roku), jednak w rzeczywistości nie podjął żadnych kroków w celu ich wprowadzenia. Tym samym utworzyła się grupa przeciwników prezydenta zarówno w kraju, jak i poza jego granicami. Niedofinansowana zairska armia (Forces Armées Zaïroises – FAZ) była w rzeczywistości zmuszona walczyć o przetrwanie, występując przeciwko ludności cywilnej.
Walka wewnętrzna przeciwko rządom prezydenta Mobutu doprowadziła do utworzenia opozycji lewicowej, która popierała Patrice’a Lumumbę, wspierana również przez mniejszości etniczne i regionalne, które sprzeciwiały się rządom z Kinszasy. Po śmierci Patrice’a Lumumby opozycja skoncentrowała się wokół Laurent-Désiré Kabila, przedstawiciela ludu Luba. Pochodził on z prowincji Katanga, gdzie walczył przeciwko Mobutu od chwili jego dojścia do władzy. Niemożność przeciwstawienia się ruchom rebelianckim we wschodniej części kraju spowodowała unifikację wrogów Mobutu, zarówno wewnętrznych, jak i zewnętrznych.

### Napięcia etniczne
Napięcia pomiędzy różnymi grupami etnicznymi we wschodniej części państwa istniały już od wieków. Szczególnie intensywne były konflikty pomiędzy lokalnymi osiadłymi plemionami rolniczymi a plemieniem nomadów Tutsi, który emigrował przez wiele lat z terenów dzisiejszej Rwandy. Część emigracji nastąpiła jeszcze przed kolonizacją Konga przez Belgię pod koniec XIX wieku. Po utworzeniu swojej kolonii Belgowie siłą przesiedlali ludność z terenów Rwandy do Konga po 1908 roku, żeby pozyskać tanią siłę roboczą. Kolejna fala emigracji nastąpiła po rewolucji w Rwandzie w 1959 roku, kiedy to do władzy doszło tam plemię Hutu. Zbiorczym terminem na rwandyjskich uchodźców sprzed odzyskania przez Kongo niepodległości w 1960 jest Banyamulenge. Termin ten oznacza w dosłownym tłumaczeniu pochodzący z Mulenge. Tutsi, którzy emigrowali po roku 1960, określani są terminem Banyarwanda, czyli „pochodzący z Rwandy”. Ludność lokalna jednak często używa tylko pierwszego terminu dla określenia ludność rwandyjskiej zamieszkującej te tereny, traktując ich jak obcokrajowców.
Po dojściu do władzy Mobutu oddał on władzę we wschodniej części kraju w ręce Banyamulenge. Miał nadzieję, że jako mniejszość utrzymają w ryzach miejscową ludność i nie pozwolą na utworzenie się opozycji. Stało się to bezpośrednią przyczyną napięć i konfliktów pomiędzy warstwą rządzącą a lokalnymi plemionami. W latach 1963–1966 plemiona z prowincji Kiwu Północne (Hunde oraz Nande) walczyły przeciwko rwandyjskim emigrantom. Walki prowadzone były zarówno przeciwko Hutu, jak i Tutsi w tak zwanej wojnie Banyarwanda, w trakcie której miały miejsce masakry ludności cywilnej.
W roku 1981 zostało wprowadzone nowe, restrykcyjne prawo o obywatelstwie. Zarówno Banamulenge, jak i Banyarwanda zostali pozbawieni obywatelstwa, a co za tym idzie praw politycznych. W latach 1993–1996 młodzieżówki z plemion Hunde, Nande i Nyanga regularnie dokonywały ataków na Banyamulenge, zabijając łącznie około 14 000 osób. W 1995 roku zairski parlament nakazał wszystkim mieszkańcom o rwandyjskim lub burundyjskim pochodzeniu powrót do państw, z których pochodzą. Dotyczyło to również Banyamulenge. Ze względu na polityczne wykluczenie oraz przemoc Banyamulenge rozwinęli współpracę z Rwandyjskim Frontem Patriotycznym. Była to organizacja polityczna głównie plemienia Tutsi, której siedzibą była Uganda. Organizacja ta aspirowała na początku lat 90. do przejęcia władzy w Rwandzie.

### Ludobójstwo w Rwandzie
Ludobójstwo do którego doszło w Rwandzie w 1994 roku, wywołało masową migrację ludności do Zairu. W jej wyniku nastąpił tak zwany Kryzys Wielkich Jezior. Dwa miliony uchodźców z plemienia Hutu zamieszkujących Rwandę uciekło przed możliwym odwetem po przejęciu przez Rwandyjski Front Patriotyczny władzy w Rwandzie w lipcu 1994 roku. 1,5 mln z nich osiadło we wschodniej części Zairu. Wśród uciekinierów byli członkowie Interahamwe, którzy w 1994 roku dokonali ludobójstwa na członkach plemienia Tutsi. Uciekinierzy zamieszkiwali obozy dla uchodźców w pobliżu miasta Goma we wschodniej części Zairu, z których dochodziło do ataków na Tutsi w zachodniej Rwandzie oraz na Banyamulenge (członkowie plemienia Tutsi zamieszkujący Zair). Ataki na Tutsi w Zairze powodowały miesięcznie około stu przypadków śmierci jeszcze w pierwszej połowie 1996 roku. Dodatkowo uciekinierzy Hutu, chcąc powrócić do władzy w Rwandzie, rozpoczęli ataki na nowy rząd w Kigali. Dodatkowo Mobutu wspierał Hutu poprzez szkolenia ich żołnierzy oraz udzielanie wsparcia materialnego, przeciwko rządowi w Rwandzie. Ze względu na to, że rząd udzielił poparcia plemieniu Hutu, a jednocześnie pozostawał bierny, by powstrzymać akty przemocy, władza prezydenta Mobutu w kraju zaczęła słabnąć.

## Przebieg wojny

### Rebelia Banyamulenge

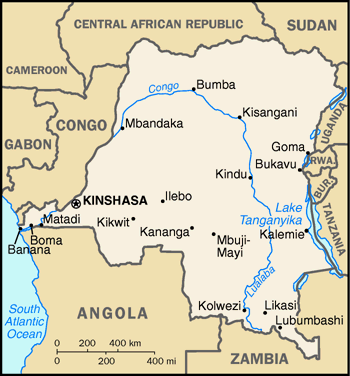
Zair w 1996 roku.

Napięcia etniczne we wschodniej części państwa oraz brak kontroli rządu w Kinszasie nad sytuacją, spowodowała podjęcie przez Rwandę akcji mającej na celu zapewnienie bezpieczeństwa emigrantom plemienia Tutsi w Zairze. Rząd w Kigali rozpoczął tworzenie paramilitarnych sił Tutsi w początkach 1995 roku, mających działać na terytorium Zairu. Działania zbrojne rozpoczęły się 31 sierpnia 1996 roku, wraz z wymianą ognia pomiędzy Tutsi a żołnierzami zairskimi.
Początkowym celem rebelii Benyamulenge było przejęcie władzy we wschodnim Zairze, w prowincjach Kiwu Północne i Kiwu Południowe. Rebelia miała zwalczać siły ekstremistyczne Hutu, które próbowały przenieść proceder ludobójstwa Tutsi na zairską ziemię. Pomimo tego, Tutsi przestali wkrótce być dominującą siłą w swojej rebelii. Długie i ciężkie dla narodu rządy Mobutu, przysporzyły mu wielu wrogów. W związku z tym rebelia, była masowo popierana przez społeczeństwo państwa. Stało się to przyczyną z powodu której ruch wkrótce stał się bardziej generalną krajową rewolucją, niż tylko powstaniem Banyamulenge.
Banyamulenge zjednoczyli się z innymi siłami paramilitarnymi w kraju, tworząc Sojusz Sił Demokratycznych na rzecz Wyzwolenia Konga (Alliance of Democratic Forces for the Liberation of Congo – AFDL). Przywódcą Sojuszu został Laurent-Désiré Kabila, który od wielu lat prowadził działania opozycyjne wobec Mobutu, oraz był przywódcą jednej z trzech głównych grup tworzących Sojusz. Pomimo pozornie wewnętrznego charakteru rebelii, Rwanda odgrywała znaczną rolę w jej eskalacji. Ruch nie tylko był kierowany z Kigali, ale również de facto został przez tamtejszy rząd zapoczątkowany. W szeregach rebeliantów znajdowali się nie tylko wytrenowani w Rwandzie żołnierze, lecz również członkowie Rwandyjskiej Armii Patriotycznej, zbrojnego ramienia rządzącego w Rwandzie Frontu Patriotycznego.

### 1996 rok
W listopadzie 1996 roku wicegubernator prowincji Kiwu Południowe wydał rozporządzenie o opuszczeniu Zairu przez członków Banyamulenge pod groźbą kary śmierci. Działanie to doprowadziło do wybuchu buntu. Siły antyprezydenckie utworzyły Sojusz Sił Demokratycznych na rzecz Wyzwolenia Konga (AFDL). AFDL uzyskało poparcie przywódców regionu Wielkich Jezior Afrykańskich, w szczególności Paula Kagame (prezydenta Rwandy) i Yoweri Museveniego (prezydenta Ugandy), Burundi oraz Angoli, na którą były prowadzone ataki z Zairu przez ugrupowanie UNITA. Brak zorganizowanych struktur militarnych spowodowało przyłączenie wielu elementów Sił Zbrojnych Zairu do Laurent-Désiré Kabila, który kierował swoje siły ze wschodniej części Konga na stolicę kraju Kinszasę.
Przy aktywnym wsparciu armii państw Rwandy, Ugandy i Angoli siły zbrojne pod wodzą Kabila szybko przemieszczały się wzdłuż rzeki Kongo napotykając tylko na lekki opór sił rządowych. Większość żołnierzy opozycji stanowili członkowie plemienia Tutsi, wielu z nich było weteranami konfliktu Wielkich Jezior Afrykańskich. Z zagranicznym poparciem AFDL był w stanie przejąć kontrolę nad pasem terytorium przygranicznego o długości 800 km i głębokości 100 km, wzdłuż granic z Ugandą, Rwandą i Burundi, do 25 grudnia. Zajęte zostały miasta, oraz ważne kopalnie. Okupacja chwilowo zadowoliła rebeliantów, pozwalając im przejąć kontrolę we wschodniej części państwa, oraz powstrzymać ataki ze strony ekstremistów Hutu. Jednocześnie Hutu byli osłabiani przez zagranicznych sprzymierzeńców Banyamulenge. Po zajęciu pasa przygranicznego, postęp walk został wstrzymany do lutego 1997, kiedy to Angola zaangażowała się w konflikt.
Podczas tego okresu Rwanda była w stanie zniszczyć obozy Hutu, których używali oni jako bezpiecznych baz wypadowych w trakcie swoich ataków na Tutsi. Proces ten odbywał się przy wielu okrucieństwach popełnianych przez rebeliantów, w większości na ludności Hutu. Prawdziwe rozmiary prześladowań nie są znane, gdyż AFDL skutecznie ograniczała dostęp do informacji organizacji humanitarnych oraz mediów. Amnesty International szacuje, że ofiarami stało się 200 000 Hutu.

### 1997 rok
W marcu 1997 wojska rebelianckie rozpoczęły ofensywę i zażądały kapitulacji prezydenta Mobutu Sese Seko. W dniu 27 marca rebelianci opanowali Kasengę. Rząd jednak zaprzeczał tym informacjom. Rozmowy zostały podjęte pod koniec marca. Doprowadziły one do tego, że 2 kwietnia 1997 zaproponowano stanowisko premiera Etienne Tshisekedi. Jednak Kabila, który sprawował władzę nad 25% powierzchni kraju, odrzucił możliwość utworzenia koalicji rządowej, a Tshisekedi ostrzegł, że jeżeli przyjmie stanowisko premiera, to przywódcy rebeliantów nie będą sprawować władzy. Przez cały kwiecień siły AFDL przemieszczały się wzdłuż rzeki Kongo, a w maju dotarły do obrzeży stolicy kraju Kinszasy. W dniu 16 maja 1997 roku po rozmowach pokojowych Kabila zdobył lotnisko w mieście Lubumbashi. Prezydent Mobutu uciekł z kraju. 7 września 1997 zmarł w Maroku. Kabila ogłosił się prezydentem w maju i rozpoczął działania w celu przywrócenia porządku. Następnie rozpoczął próby reorganizowania narodu.
W czasie postępów sił rebelianckich, społeczność międzynarodowa próbowała negocjować ugodę pomiędzy stronami konfliktu. AFDL nie miała zamiaru składać broni, jednak jej przedstawiciele brali udział w rozmowach, aby uniknąć krytyki ruchu na arenie międzynarodowej. Tymczasem słabe zairskie siły zbrojne nie były w stanie powstrzymać naporu wojsk rebelianckich, wraz z ich zagranicznymi sojusznikami.
Po objęciu władzy przez Laurent-Désiré Kabilę sytuacja polityczna w kraju zmieniała się bardzo szybko. Nowy prezydent był podejrzewany o korupcję, a jego rządy zostały porównane do władzy prezydenta Mobutu. Wiele prodemokratycznych grup odstąpiło od popierania prezydenta Kabili. Prezydent rozpoczął proces centralizacji władzy, co doprowadziło do konfliktu z domagającymi się autonomii mniejszościami etnicznymi na wschodzie kraju. Kolejnym krokiem prezydenta było odwrócenie się od Rwandy. Nakazał swojemu dawnemu sojusznikowi opuszczenie terytorium Demokratycznej Republiki Konga pod zarzutami, że Rwanda nielegalnie dokonuje wydobycia surowców mineralnych. W sierpniu 1998 Kabila odsunął od władzy przedstawicieli etnicznej grupy Tutsi oraz nakazał urzędnikom z Rwandy i Ugandy opuszczenie Konga. W następstwie oba państwa wysłały wsparcie wojskowe dla rebeliantów, którzy próbowali obalić rządy prezydenta Kabili.

## Następstwa
Nowe państwo pod wodzą Kabili okazało się być podobne do kraju pod rządami Mobutu. Ekonomia pod rządami Kabili, nie tylko nie została podreperowana, lecz jej sytuacja wręcz się pogorszyła w związku z szalejącą korupcją. Ponadto nie podołał on zadaniu poprawy rządów. Władza pozostała słaba i skorumpowana. Dodatkowo rozpoczynając kampanię centralizacji władzy, odnowił konflikty z mniejszościami ze wschodniej części kraju, domagającymi się autonomii. Sam Kabila postrzegany był jako instrument w rękach zagranicznych sojuszników wcześniejszej rebelii. W celu zatarcia owego wrażenia, oraz prób pozyskania większego wsparcia na arenie wewnętrznej, odwrócił się od swoich dotychczasowych sojuszników w Rwandzie i innych państwach. 26 lipca 1998 polecono obcym żołnierzom opuścić terytorium Demokratycznej Republiki Konga. Niechętne temu sąsiednie państwa, dostrzegały w tym naruszenie swoich interesów. Zwłaszcza Rwanda, której zamiarem było zainstalowanie w Kinszasie marionetkowego rządu.
Wiele z czynników, które doprowadziły do wybuchu pierwszej wojny domowej w Konga, pozostało bez zmian po zakończeniu działań zbrojnych. Sytuacja taka miała miejsce zwłaszcza w odniesieniu do napięć etnicznych we wschodnim Konga, nad którym to stolica w dalszym ciągu miała małą kontrolę. Konflikty sprzed lat pozostały niezmienione. Szczególnie dotyczyło to napięć pomiędzy Tutsi a lokalnymi ludami, które zostały utwierdzone w przekonaniu o obcości Banyamulenge, w obronie których do kraju weszły wojska innych państw. Ponadto Rwanda, która stosowała forsowną repatriacje w stosunku do Tutsi w Konga, zwiększyła napięcia na własnym terytorium. Przejawiło się to w wybuchu powstania Hutu w zachodniej części Rwandy, wspieranego przez ekstremistów z terytorium Konga. Rwanda nie była jednak w stanie poradzić sobie z rebelią na własnym terenie bez posiadania oddziałów zbrojnych rozlokowanych we wschodniej części dawnego Zairu.
Na początku sierpnia 1998 roku, dwie brygady nowej kongijskiej armii zbuntowały się przeciwko rządowi centralnemu w Kinszasie. Utworzyły one grupy rebelianckie, które rozpoczęły bliską współpracę z Kigali i Kampalą. Zapoczątkowało to wybuch drugiej wojny domowej.

## Zagraniczni aktorzy

### Rwanda
Rwanda jest uważana za państwo, które odegrało największą rolę w trakcie pierwszej wojny domowej w Konga. Wspierała przede wszystkim formowanie AFDL, oraz wysyłała własnych żołnierzy do walki wśród rebeliantów. Podczas gdy rwandyjska partycypacja była powodowana głównie zagrożeniem ze strony ekstremistów Hutu, Kigali chciało ponadto osiągnąć również inne cele.
Najważniejszym i pierwotnym celem interwencji była niwelacja zagrożenia ze strony ekstremistów Hutu (nazywanych „génocidaires”), którzy z terenów zajmowanych przez siebie obozów, przeprowadzali ataki na członków ludu Tutsi. Według Kagame, „génocidaires” planowali inwazję na Rwandę, przy pomocy sił Mobutu. W odpowiedzi na to, Rwanda zaangażowała się w wewnętrzny konflikt w Zairze, niszcząc struktury grup nastawionych przeciwko Rwandzie.
Kolejnym celem było obalenie rządów Mobutu. Miało to nie tylko pozwolić na minimalizację zagrożenia we wschodniej części Zairu, ale również na ustanowienie w Kinszasie marionetkowego rządu. Cel ten nie miał w założeniu być zagrożeniem dla innych państw regionu, które w większości stanowiły opozycję dla rządów Mobutu. Ponadto na arenie międzynarodowej Rwanda mogła liczyć na ciche poparcie ze strony Stanów Zjednoczonych, które postanowiły zaprzestać popierania Mobutu.
Ostatecznie prawdziwe intencje Kigali nie są całkowicie jasne. Jednym z powodów sugerowanym przez ekspertów była potrzeba „uzupełnienia” ubytków ludności rwandyjskiej, spowodowanej wcześniejszym ludobójstwem. Tłumaczyłoby to niszczenie obozów uchodźców, oraz forsownie przeprowadzaną repatriację Tutsi z terytorium zairskiego, niezależnie od deklarowanej przez dane osoby narodowości. Inną możliwością była chęć zemsty na członkach plemienia Hutu. Prawdą jest, że przedstawiciele tego ludu stali się głównymi ofiarami podczas interwencji. Zarówno rządowe siły rwandyjskie, jak i AFDL, dokonały masakry tysięcy Hutu. Często przedstawianym czynnikiem miało być poczucie przez doszły niedawno do władzy w Rwandzie Front Patriotyczny, jako obrońców ludu Tutsi. Usprawiedliwiałoby to bowiem interwencję w jego obronie. Istnieje również możliwość, że Rwanda chciała zagarnąć część terytorium zairskiego. Ówczesny prezydent Rwandy (Pasteur Bizimungu), przedstawił amerykańskiemu ambasadorowi, Robertowi Gribbinowi, ideę „Wielkiej Rwandy”. Idea ta opierała się na założeniu, że starożytne państwo rwandyjskie zajmowało tereny podległe obecnie Zairowi, ale należące się Rwandzie. Jednakże wydaje się, że Rwanda nigdy nie planowała realnie przejąć terytorium zairskiego. Historia konfliktu w Kongo jest często wiązana z czerpaniem przez Rwandę nielegalnych zysków z eksploatacji zairskich zasobów, jednak niemal jednogłośnie jest to negowane jako powód interwencji.

### Uganda
Jako bliski sojusznik Rwandyjskiego Frontu Patriotycznego, Uganda odegrała dużą rolę w tym konflikcie. Museveni zezwolił na używanie terytorium ugandyjskiego jako siedziby, po tym jak jego członkowie walczyli u boku Museveni’ego, doprowadzając go do przejęcia władzy. W 1994 roku Uganda była bazą, z której Front dokonywał ataków na rząd w Kigali, odpowiedzialny za ludobójstwo. Żołnierze ugandyjscy byli obecni w Zairze, natomiast sam Museveni pomógł Kagame zaplanować i ukierunkować AFDL. Na przykład podpułkownik James Kabarebe z AFDL, był członkiem Narodowej Armii Oporu Ugandy, zbrojnego ramienia organizacji, która wyniosła Museveni’ego do władzy. Francuski i belgijski wywiad informowały o 15 000 Tutsi walczących w Zairze, którzy przeszli wcześniej szkolenia na terenie Ugandy. Pomimo tego, Museveni nie popierał wszystkich zamiarów Rwandy. Nie był dla przykładu zwolennikiem obalenia Mobutu. Preferował utrzymanie rebelii we wschodniej części Zairu.

### Angola
Angola zaangażowała się w konflikt kongijski w 1997 roku, wzmacniając znacznie siły opozycyjne wobec prezydenta Mobutu. Działała ona głównie za pomocą Żandarmów z Katangi (zwanych Tygrysami), którzy składali się z wydalonych z Zairu funkcjonariuszy służb policyjnych walczących o powrót do swojego kraju. Ponadto Angola posłużyła się swoimi regularnymi siłami zbrojnymi. Powodem dla którego Angola zdecydowała się na uczestnictwo w tym konflikcie, było zaangażowanie członków rządu Mobutu w popieranie antyrządowej angolskiej organizacji UNITA. Niejasne pozostaje jakie korzyści uzyskiwał na tego typu relacjach rząd zairski. Prawdopodobne jest iż Mobutu nie był w stanie kontrolować posunięć niektórych członków swojego rządu. Niezależnie od powodów stojących za relacjami Zair-UNITA, Angola przyłączyła się do konfliktu po stronie rebeliantów z zamiarem obalenia zairskiego rządu, w przekonaniu iż jest to jedyna droga prowadząca do oddalenia zagrożenia płynącego z powiązań własnej opozycji z nim.

### UNITA
Ze względu na swoje powiązania z rządem zairskim, UNITA również brała aktywny udział w tym konflikcie. To poprzez utrzymywanie relacji pomiędzy obiema stronami, Angola postanowiła zaangażować się w wojnie domowej po stronie opozycji Mobutu. Jakkolwiek siły UNITA walczyły z siłami FAZ przynajmniej w kilku przypadkach. Kagame twierdził iż jego siły toczyły walki z siłami UNITA w okolicach Kinszasy pod koniec wojny.

### Inni
Szereg innych podmiotów było w mniejszym stopniu zaangażowanych w wewnętrzny konflikt kongijski. Burundi, które niedawno znalazło się pod wodzą lidera popierającego Tutsi, było pozytywnie ustosunkowane do zaangażowania Rwandy i Ugandy w tym kraju, jednak wspomagało je militarnie w bardzo ograniczony sposób.
Rebelianci byli również wspierani zbrojnie przez Zambię i Zimbabwe. Także Erytrea, Etiopia i armia rebeliancka południowego Sudanu (SPLA), wspierały opozycję Mobutu finansowo lub moralnie.
Mobutu poza wsparciem ze strony UNITA, otrzymał pomoc Sudanu, który odwdzięczał się w ten sposób za pomoc w zwalczaniu SPLA na własnym terytorium. Rozmiary tego wsparcia pozostają jednak niejasne. Ponadto Zair zatrudniał najemników z szeregu państw afrykańskich i europejskich.